# Гвоздика армериевидная
Гвозди́ка армериеви́дная (лат. Diánthus arméria) — небольшое травянистое растение родом из Евразии, вид рода Гвоздика (Dianthus) семейства Гвоздичные (Caryophyllaceae).

## Ботаническое описание

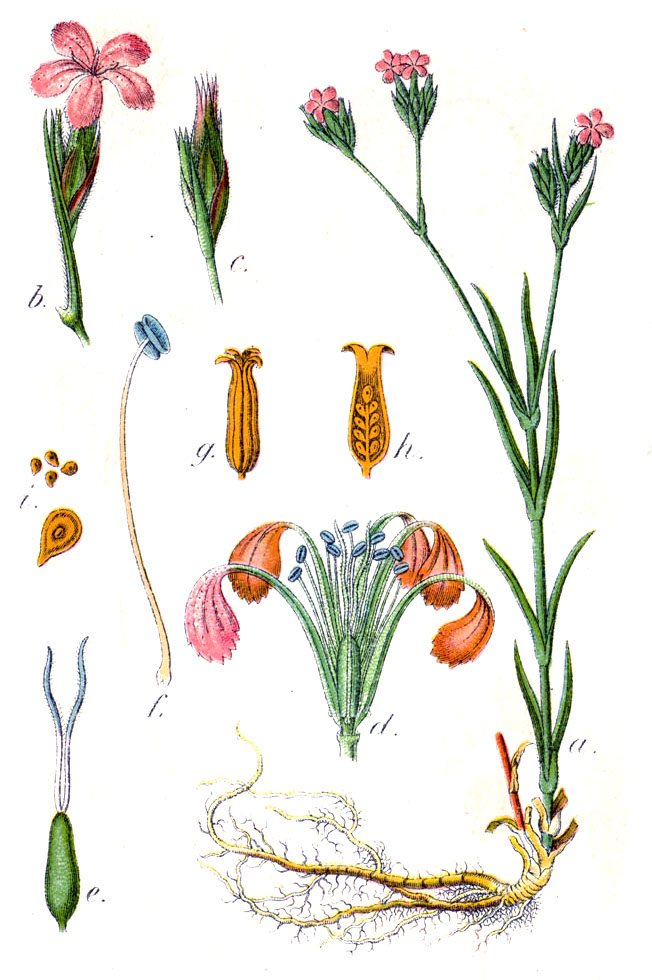

Гвоздика армериевидная — однолетнее или двулетнее травянистое растение, обычно не превышающее 10—50 см в высоту, в большинстве случаев с маловетвистым опушённым стеблем.
Листья стеблеобъемлющие, линейно-обратноланцетовидные, 2—10,6 см длиной, зелёные, нижняя поверхность пластинки беловатоопушённая.
Цветки собраны по три — шесть в зонтичные соцветия или одиночные, с узкими мелкими прицветниками и четырьмя линейными прицветничками. Цветоножки не более 3 мм длиной. Чашечка пятираздельная, опушённая, до 2 см длиной. Венчик состоит из пяти зубчатых красновато-розовых лепестков, покрытых немногочисленными белыми пятнышками, или же вовсе белых. Тычинки в количестве десяти, с розоватыми пыльниками. Пестика два.
Плоды — коробочки около 13 мм длиной. Семена около 1,2 мм в диаметре, шаровидно-бобовидные.
Число хромосом — 2n = 30.

## Ареал
Родина гвоздики армериевидной — Европа и Юго-Западная Азия. Завезена в Северную Америку, где натурализовалась и легко распространяется. Нередко выращивается в качестве декоративного однолетника.

## Значение и применение
Поедается крупно рогатым скотом, овцами, козами и лошадьми.

## Таксономия

### Синонимы
- Caryophyllus armeria (L.) Moench, 1794
- Cylichnanthus maculatus Dulac, 1867, nom. superfl.
- Dianthus armerioides Raf., 1814
- Dianthus camboi Sennen & Gonzalo, 1936
- Dianthus carolinianus Walter, 1788
- Dianthus epirotus Halácsy, 1898
- Dianthus hirsutus Lam., 1779, nom. superfl.
- Dianthus hirtus Lam., 1779
- Dianthus hybridus F.W.Schmidt ex Tausch, 1830
- Dianthus pratensis Gray, 1821, nom. illeg.
- Dianthus pseudocorymbosus Velen., 1911
- Dianthus villosus Gilib., 1782
- Dianthus vivariensis Jord. ex Boreau, 1857
- Diosanthos armeria (L.) St.-Lag., 1880